# Charles Ullens de Schooten
Pour les articles homonymes, voir Ullens.
Pour les autres membres de la famille, voir Famille Ullens de Schooten.
Charles-Marie-Joseph-Aloïs Ullens de Schooten, né le 20 décembre 1854 à Anvers et mort le 13 avril 1908 à Anvers, est un avocat et homme politique belge. 

## Biographie
Charles Ullens de Schooten est le fils de Herman Ullens (nl) (1825-1895), bourgmestre de Mortsel. Gendre du baron Edmond Whettnall, il est le père de :
- Antoine (1895-1973), magistrat, secrétaire du premier ministre, secrétaire général du Commissariat belge à l'exposition internationale de Barcelone, marié avec Simone de Brouchoven de Bergeyck
- Jean (1897-1950), ministre plénipotentiaire, marié avec Marie-Thérèse Wittouck et père de Guy Ullens
- Édouard (1898-1991), docteur en droit, ambassadeur de Belgique, marié avec Alix d'Oultremont de Wégimont et de Warfusée (fille de Joseph d'Oultremont)

## Fonctions et mandats
- Membre du Conseil de surveillance des Charbonnages Réunis de la Concorde : 1879-1884
- Conseiller provincial d'Anvers : 1884-1887
- Secrétaire de la Province d'Anvers : 1885-1886
- Membre de la Chambre des représentants de Belgique : 1892-1900
- Conseiller communal de Schoten : 1895-1900
- Membre du conseil d'administration de la maison de sûreté civile et militaire d'Anvers : 1904-1908
- Administrateur du Charbonnage de Baudour : 1907
- Président du Cercle Catholique d'Anvers

## Décorations
- Chevalier de l'ordre de Léopold
- Médaille commémorative du règne du roi Léopold II
- Chevalier de l'ordre de Charles III
- Pro Ecclesia et Pontifice

## Sources
- De Paepe, Raindorf-Gérard, Le Parlement belge 1831-1894. Données biographiques
- Albert Henry, François Livrauw en Alfred De Ridder, La Chambre des représentants en 1894-1895, Bruxelles: Société Belge de Librairie, 1896.

- Ressource relative à plusieurs domaines :   - ODIS